# Liste der Monuments historiques in Cancale
Die Liste der Monuments historiques in Cancale führt die Monuments historiques in der französischen Stadt Cancale auf.

## Liste der Bauwerke
| Bezeichnung               | Beschreibung | Standort | Kennzeichnung | Schutzstatus | Datum | Bild           |
| ------------------------- | ------------ | -------- | ------------- | ------------ | ----- | -------------- |
| Ehemalige Kirche St-Méen  |              | (Lage)   | PA00090515    | Inscrit      | 1982  | weitere Bilder |
| Corps de garde des Daules |              | (Lage)   | PA00090514    | Classé       | 1955  | weitere Bilder |
| Cale de l’Épi             |              | (Lage)   | PA00135273    | Inscrit      | 1995  | weitere Bilder |

## Liste der Objekte
- Monuments historiques (Objekte) in Cancale in der Base Palissy des französischen Kultusministeriums